# Navette Harbour Island Tampa
Le Harbor Island People Mover était un service de navette automatisée à Tampa, en Floride, aux États-Unis, utilisé pour transporter des personnes entre le centre-ville de Tampa et Harbor Island à travers le Chenal Garrison. Propriété privée mais exploitée par la Hillsborough Area Regional Transit Authority (HART), le service a commencé le 27 juin 1985. En raison de la faible fréquentation et des pertes d'exploitation, le service a été interrompu le 16 janvier 1999. L'argent donné à la ville pour la fermeture du système a alimenté une dotation pour couvrir les dépenses d'exploitation du tramway.

## Le système
Développé par la Beneficial Corporation avec Otis Transportation Systems, c'est la technologie Hovair qui a été utilisée. La voie de guidage en béton de 760 m. était surélevée et enjambait le Channel Garrison. Opérant initialement entre 7 h et 2 h du matin, par la suite entre 9 h et 24 h, la navette effectuait environ 620 voyages par jour. Le système fonctionnait dans une direction nord-sud entre la station du centre-ville située au troisième niveau du garage de stationnement Old Fort Brooke au nord et son terminus sud au centre commercial de Harbour Island.
Chacun des deux véhicules indépendants, d'une capacité de 100 voyageurs, glisse sur coussins d'air en étant tiré par un câble latéral. Les véhicules parcourant la ligne en partant chacun d'une station de 25 m., la voie simple comporte un élargissement en son milieu pour que les véhicules puissent se croiser. La vitesse maximale des véhicules est de 36 km/h, la capacité maximale du système 3 000 voyageurs à l'heure. Le freinage d'urgence consiste à arrêter les soufflantes, ce qui fait retomber le véhicule sur ses patins. L'usure rapide du câble est un inconvénient du système, sa durée de vie de dépassant pas quatre ans.

## Histoire
La cérémonie de début des travaux s'est déroulé le 20 septembre 1983 pour le plus grand projet de développement entrepris par Beneficial Corporation à de Harbour Island, soit 7 millions de dollars. Lorsque la navette a ouvert ses portes le 27 juin 1985, ce fut le retour du transport ferroviaire à Tampa depuis la fermeture de son réseau de tramways en 1946.
Le développement du système dépendait de projets d'extension en centre-ville. Ces projets ne furent jamais réalisés.
La fréquentation du système est restée relativement faible. En 1989, l'achalandage était en moyenne de 1 200 passagers en semaine et 1 500 par jour en vacancelle pour une moyenne d'environ deux passagers par trajet. Le faible achalandage a été attribué à la difficulté d'accéder à la station du centre-ville et à la concurrence d'un service de navette en bus sur l'autre pont entre le centre-ville et Harbour Island à partir de janvier 1989.
En 1995, l'agence de planification métropolitaine du comté de Hillsborough a approuvé le financement de l'ingénierie préliminaire pour la construction d'une troisième station au Palais des congrès. Le déficit du système augmente encore entre 1994 et 1995 en raison de l'augmentation des coûts d'exploitation et de la diminution de l'achalandage consécutive à la fermeture des magasins de Harbour Island, Beneficial Corporation a cherché à vendre le système à HART pour seulement 1 $, sans succès.
La station du Palais de congrès n'étant plus d'actualité en 1998, Beneficial Corporation négocia l'arrêt de la navette avec la ville car le contrat était valable jusqu'en 2015. En mai 1998, un accord a été conclu, Beneficial Corporation devant verser à la ville cinq millions de dollars pour résilier le contrat. La majorité de l'argent du règlement ira à une dotation pour financer les coûts d'exploitation du tramway qui ne sera mis en service qu'en 2002. La ligne a cessé ses activités le 16 janvier 1999. Le pont au-dessus du Channel Garrison ne convenant pas à une utilisation comme passage pour piétons, sa démolition a commencé en novembre 1999 et s'est terminée en février 2000. Aujourd'hui, la station Harbour Island, située à l'intérieur du complexe commercial de Knights Point, sert de salle au Jackson's Bistro, Bar & Sushi au bord de l'eau. La station du centre-ville est utilisée comme bureaux de l'administration du parc de stationnement.